# Teorema d'equipartició

Figura 1. Moviment tèrmic d'un pèptid tipus hèlix-a. El moviment vibratori és aleatori i complex, i l'energia d'un àtom en particular pot fluctuar àmpliament. No obstant això, el teorema d'equipartició permet que es pugui calcular l'energia cinètica mitjana de cada àtom, com també les energies potencials mitjana de moltes maneres vibracionals. Les esferes grises, vermelles i blaves representen àtoms de carboni, oxigen i nitrogen, respectivament, les esferes blanques més petites representen àtoms d'hidrogen.

En mecànica estadística, clàssica, el  teorema d'equipartició  és una fórmula general que relaciona la temperatura d'un sistema amb la seva energia mitjana. El teorema d'equipartició és també conegut com la llei d'equipartició, equipartició de l'energia, o simplement equipartició. La idea central de l'equipartició és que, en equilibri tèrmic, l'energia es reparteix en parts iguals entre les seves diverses formes, per exemple, l'energia cinètica mitjana en un moviment de translació d'una molècula ha de ser igual a l'energia cinètica mitjana en el seu moviment de rotació.
De l'aplicació del teorema d'equipartició sorgeixen prediccions quantitatives. Igual que el teorema de virial, dona les energies cinètica i potencial  totals  del sistema a una donada temperatura, a partir de la qual és possible calcular la capacitat calòrica del sistema. No obstant això, equipartició també dona els valors mitjans dels  components individuals  de l'energia, tal com l'energia cinètica d'una partícula específica o l'energia potencial d'un ressort aïllat. Per exemple, el teorema prediu que cada molècula en un gas ideal té una energia cinètica mitjana de  (3/2) k  B  T  en equilibri tèrmic, on  k  B   és la constant de Boltzmann i  T  és la temperatura. En forma més general, pot ser aplicat a qualsevol sistema clàssic en equilibri tèrmic, no importa com complex sigui el mateix. El teorema d'equipartició pot ser utilitzat per derivar la llei dels gasos ideals clàssica, i la Llei de Dulong-Petit per les calors específiques dels sòlids. També pot ser utilitzat per predir les propietats de les estrelles, encara les nanes blanques i estrelles de neutrons, atès que la seva validesa s'estén a situacions en què hi hagi efectes relativistes.
Tot i que el teorema d'equipartició realitza prediccions molt precises en certes circumstàncies, això no és així quan els efectes quàntics són rellevants. L'equipartició és vàlida només quan l'energia tèrmica  k  B  T  és molt més gran que l'espaiat entre els nivells d'energia quàntics. Quan l'energia tèrmica és menor que l'espaiat entre nivells d'energia quàntics en un grau de llibertat en particular, l'energia mitjana i la capacitat calòrica d'aquest grau de llibertat són menors que els valors predits per l'equipartició. Es diu que aquest grau de llibertat està "congelat". Per exemple, la calor específica d'un sòlid disminueix a baixes temperatures, ja que diversos tipus de moviments es congelen, en lloc de romandre constants com prediu l'equipartició. Aquestes reduccions en les calors específiques van ser els primers símptomes que van notar els físics del segle xix en el sentit que la física clàssica era incorrecta i que era necessari avançar en el desenvolupament de noves teories físiques. La falla de l'equipartició en el camp de la radiació electromagnètica - també coneguda com a catàstrofe ultraviolada - va induir a Albert Einstein a suggerir que la llum exhibeix un comportament dual: com a ona i com a fotons, una hipòtesi revolucionària que va impulsar el desenvolupament de la mecànica quàntica i la teoria quàntica de camps.

## Concepte bàsic i exemples simples

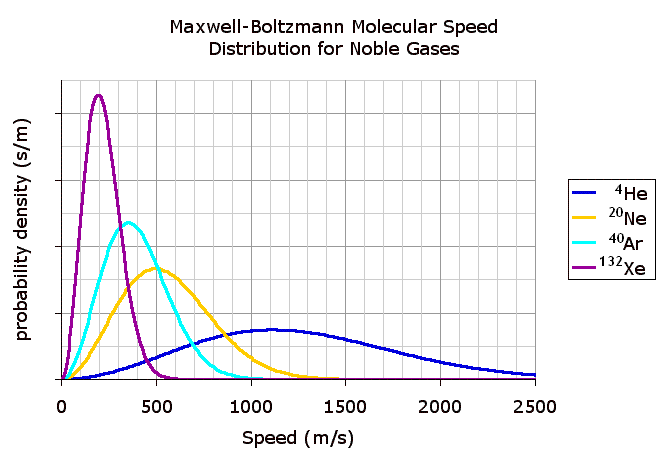
Figura 2. Funcions de densitat de probabilitat de la velocitat molecular de quatre gasos nobles a una temperatura de 298.15 K (25 °C). Els quatre gasos són heli (^{ 4 } Has), neó (^{ 20 } Ne), argó (^{ 40 } Ar) i xenó (^{ 132 } Xe), els subíndexs indiquen els seus mass number s. Aquestes funcions de densitat de probabilitat tenen dimensions de probabilitat per la inversa de la velocitat, ja que la probabilitat és adimensional, les mateixes s'expressen en unitats de segons per metre.

La paraula "equipartició" significa "comparteix per igual". El concepte original de l'equipartició era que l'energia cinètica total d'un sistema és compartida a parts iguals entre totes les parts independents,  de mitjana , un cop el sistema ha assolit l'equilibri tèrmic. L'equipartició també fa prediccions quantitatives d'aquestes energies. Per exemple, prediu que cada àtom d'un gas noble, en equilibri tèrmic a temperatura  T , té una energia cinètica translacional mitjana de  (3/2) k  B  T , on  k  B   és la constant de Boltzmann. Per tant, per a una mateixa temperatura, els àtoms més pesants del xenó tindran una menor velocitat mitjana que la que tindran els àtoms d'heli que són més lleugers. La Figura 2 mostra la distribució de Maxwell-Boltzmann per a les velocitats dels àtoms en els quatre gasos nobles.
És important destacar en aquest exemple, que l'energia cinètica depèn en forma quadràtica amb la velocitat. El teorema d'equipartició mostra que en equilibri tèrmic, tot grau de llibertat (com per exemple, una component de la posició o velocitat d'una partícula) que té només una dependència quadràtica en l'energia té una energia mitjana de ½  k  B  T  i, per tant, contribueix ½  k  B   a la capacitat tèrmica del sistema. Això té nombroses aplicacions.

### Energia de translació i gasos ideals
L'energia cinètica (newtoniana o clàssica) d'una partícula de massa  m  i velocitat  v  està donada per l'expressió:
{\displaystyle H^{\mathrm {kin} }={\tfrac {1}{2}}m|\mathbf {v} |^{2}={\tfrac {1}{2}}m\left(v_{x}^{2}+v_{y}^{2}+v_{z}^{2}\right),}
on  v  x  ,  v  y   i  v  z   són les components cartesianes de la velocitat  v .  H  és el hamiltonià i, per tant, serà utilitzat com a símbol de l'energia, ja que la mecànica de Hamilton té un paper destacat en la forma més general del teorema d'equipartició.
Com l'energia cinètica és quadràtica amb les components de la velocitat, a l'equiparar aquestes tres components, cadascuna contribueix amb ½  k  B  T  a l'energia cinètica mitjana en equilibri tèrmic. Per tant, l'energia cinètica de la partícula és (3/2)  k  B   V, com en el cas de l'exemple dels gasos nobles discutit prèviament.
De forma més general, en un gas ideal monatòmic, l'energia total consisteix exclusivament d'energia cinètica de translació: ja que s'assumeix que les partícules no tenen graus interns de llibertat i es mouen en forma independent unes de les altres. L'equipartició per tant prediu que l'energia total mitjana d'un gas ideal amb  N  partícules és (3/2)  N k  B  T .
Per tant, la capacitat calorífica d'un gas és (3/2)  N k  B   i la capacitat calòrica d'un mol de les partícules d'aquest gas és (3/2)  N  A  k  B   = (3/2)  R , on  N  A   és el nombre d'Avogadro i  R  és la constant dels gasos. Com  N {2 cal/(mol·K), l'equipartició prediu que la capacitat calorífica molar d'un gas ideal és aproximadament 3 cal/(mol * K). Aquesta predicció ha estat confirmada per experiments.
L'energia cinètica mitjana també permet calcular la arrel de la velocitat quadràtica mitjana  v  rms   de les partícules de gas, com:
{\displaystyle v_{\mathrm {rms} }={\sqrt {\langle v^{2}\rangle }}={\sqrt {\frac {3k_{B}T}{m}}}={\sqrt {\frac {3RT}{M}}},}
on  M = N  A  m  és la massa d'un mol de partícules de gas. Aquest resultat és molt útil per a aplicacions com ara la Llei de Graham de difusió, de la qual es deriva un mètode per enriquir urani.

### Energia rotacional i rodat de molècules en solució
Un exemple similar és el cas d'una molècula que trencada i els moments d'inèrcia principals són  I  1  ,  I  2   i  I  3  . L'energia rotacional d'aquesta molècula és donada per:
{\displaystyle H^{\mathrm {rot} }={\tfrac {1}{2}}(I_{1}\Omega _{1}^{2}+I_{2}\Omega _{2}^{2}+I_{3}\Omega _{3}^{2}),}
on ?  1  , ?  2  , i ?  3   són les components de la velocitat angular. Seguint un raonament similar a l'utilitzat en el cas de translació, l'equipartició implica que en equilibri tèrmic l'energia mitjana de rotació de cada partícula és  (3/2) k  B  T . En forma similar, el teorema d'equipartició permet calcular la velocitat angular mitjana (més precisament, l'arrel de la mitjana quadràtic) de les molècules.
El rodat de les molècules rígides - és a dir, les rotacions aleatòries de molècules en solució - té un paper destacat en la relaxació observada per mitjà de ressonància magnètica nuclear, particularment Ressonància Magnètica Nuclear (RMN) de proteïnes i acoblament dipolar residual. La difusió rotacional pot ser observada mitjançant altres tècniques biofísiques com ara anisotropia fluorescent, birefringencia de flux i espectroscopia dielèctrica.

### Energia potencial i oscil·ladors harmònics

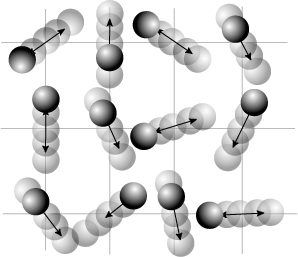
Figura 3. Els àtoms en una xarxa cristal·lina poden vibrar al voltant de les seves posicions d'equilibri en la xarxa. Aquestes vibracions en gran manera representen la capacitat calorífica dels dielèctrics cristal·lins, amb els electrons metàl·lics també contribuint a la capacitat calorífica.

L'equipartició s'aplica tant a l'energia potencial com a l'energia cinètica: exemple important d'això són els oscil·ladors harmònics com ara un ressort, que té una energia potencial quadràtica:
{\displaystyle H^{\mathrm {pot} }={\tfrac {1}{2}}aq^{2},\,}
on la constant  a  (anomenada constant del ressort) descriu la duresa del ressort i  q  és la desviació respecte a la posició d'equilibri. Si aquest sistema unidimensional té una massa  m , llavors la seva energia cinètica  V   kin  és ½  mv  2   =  p ²/2  m , amb  v  i  p  =  mv  la velocitat i el moment de l'oscil·lador respectivament. Combinant aquests termes s'obté l'energia total:
{\displaystyle H=H^{\mathrm {kin} }+H^{\mathrm {pot} }={\frac {p^{2}}{2m}}+{\frac {1}{2}}aq^{2}.}
L'equipartició, per tant, implica que en equilibri tèrmic, l'oscil·lador té una energia mitjana:
{\displaystyle \langle H\rangle =\langle H^{\mathrm {kin} }\rangle +\langle H^{\mathrm {pot} }\rangle ={\tfrac {1}{2}}k_{B}T+{\tfrac {1}{2}}k_{B}T=k_{B}T,}
on els claudàtors angulars {\displaystyle \left\langle \ldots \right\rangle } representen la mitjana de la quantitat continguda entre ells.
Aquest resultat és vàlid per a tot tipus d'oscil·lador harmònic, com ara un pèndol, una molècula que vibra o un oscil·lador electrònic passiu. Existeixen nombrosos sistemes que contenen aquest tipus d'oscil·ladors, mitjançant l'equipartició, cada un d'aquests oscil·ladors rep una energia mitjana total  k    B    T  i, per tant, contribueix  k  B   a la capacitat calòrica del sistema. Aquesta última relació pot ser usada per a obtenir la fórmula per al soroll de Johnson-Nyquist o "soroll tèrmic" i la Llei de Dulong-Petit per a la capacitat calorífica molar dels sòlids. Aquesta última aplicació va ser especialment rellevant en la història de l'equipartició.

### Calor específica de sòlids
Una aplicació important del teorema d'equipartició és en el càlcul de la capacitat calòrica d'un sòlid cristal·lí. Cada àtom en aquest tipus de sòlid pot anar en tres direccions independents, de manera que es pot pensar al sòlid com un sistema de  3N  oscil·ladors harmònics simples independents, on  L  és el nombre d'àtoms a la xarxa. Donat que cada oscil·lador harmònic té una energia mitjana  k  B  T , l'energia total mitjana del sòlid és  3Nk  B  T , i la seva capacitat calòrica és 3NkB.
Prenent el nombre d'Avogadro VA, i utilitzant la relació N = N AkB entre la constant dels gasos  V  i la constant de Boltzmann  kB, es troba una explicació per a la llei de Dulong-Petit sobre les capacitats calorífiques molars dels sòlids, que estableix que la capacitat calorífica per mol d'àtoms en la xarxa és  3R {6 cal/(mol * K).
No obstant això, aquesta llei no reprodueix les dades experimentals a baixes temperatures, a causa de la presència d'efectes quàntics, també és inconsistent amb la tercera llei de la termodinàmica, d'acord amb la qual la capacitat calorífica molar de tota substància ha de tendir a zero quan la temperatura s'acosta al zero absolut. Una teoria més precisa, que incorpora efectes quàntics, va ser desenvolupada per Albert Einstein (1907) i Peter Debye (1911).
És possible representar altres nombrosos sistemes físics com conjunts de oscil·ladors acoblats. Els moviments d'aquests oscil·ladors es poden descompondre en modes normals, similars als modes de vibració d'una corda de piano o la ressonància s d'un tub d'orgue. D'altra banda, l'equipartició no és correcta en aquests sistemes, perquè no hi ha intercanvi d'energia entre els modes normals. En un cas extrem, les maneres són independents i, per tant, les seves energies es conserven en forma independent. Això mostra que algun tipus de barreja d'energies, anomenat ergòdica, és important perquè sigui vàlida la llei d'equipartició.

### Sedimentació de partícules
L'energia potencial no sempre té una dependència quadràtica respecte a la posició. No obstant això, el teorema d'equipartició també demostra que si un grau de llibertat  x  contribueix només en una fracció  x  s   (per a un nombre real fix  s ) a l'energia, aleshores l'energia mitjana en equilibri tèrmic d'aquesta part és  k  B  T/s .
Aquesta extensió té una aplicació en l'estudi de sedimentació de partícules sota acció de la força de gravetat. Per exemple, la boirina o opacitat que de vegades es s'observa en la cervesa pot ser causada per aglutinadors de proteïna s que dispersen la llum. A mesura que el temps, aquestes aglutinadors es desplacen cap avall per efecte de la força de gravetat, produint un increment de la boirina prop de la zona inferior de l'ampolla comparada amb la zona superior. No obstant això, mitjançant un procés que opera en direcció contrària, les partícules també difonen en sentit ascendent cap a la part superior de l'ampolla. Una vegada que s'assoleix l'equilibri, el teorema d'equipartició pot ser utilitzat per determinar la posició mitjana d'una aglutinació particular de massa flotant  m    f  . Per al cas d'una ampolla de cervesa d'alçada infinita, l'energia potencial gravitacional és:
{\displaystyle H^{\mathrm {grav} }=m_{f}gz\,,}
on  z  és l'altura de l'aglutinació de proteïnes en l'ampolla i  g  és l'acceleració de la gravetat. Atès que  s = 1 , l'energia potencial mitjana d'una aglutinació de proteïnes és  k  B  T . Per tant, una aglutinació de proteïnes amb una massa flotant de 10 MDA (aproximadament la mida d'un virus) produiria una boirina amb una altura mitjana d'aproximadament 2 cm en equilibri. El procés de sedimentació fins que s'estableix l'equilibri és descrit per l'equació de Mason-Weaver.

## Història
Aquest article utilitza la unitat cal/(mol·K) per la calor específica molar en lloc de la de l'SI, perquè permet obtenir una major precisió en magnituds d'una sola xifra. 
 For an approximate conversion to the corresponding SI unit of J/(mol·K), such values should be multiplier by 4/2 J/calç. 
L'equipartició de l'energia cinètica va ser proposada inicialment el 1843, i en forma més acabada el 1845, per John James Waterston.
 El 1859, James Clerk Maxwell postula que l'energia cinètica calòrica d'un gas estava dividida en parts iguals entre l'energia lineal i rotacional. El 1876, Ludwig Boltzmann va expandir el seu principi demostrant que l'energia mitjana estava repartida en parts iguals entre tots els components independents de moviment d'un sistema. Boltzmann va aplicar el teorema d'equipartició per desenvolupar una explicació teòrica de la llei de Dulong-Petit sobre la capacitat calorífica específica dels sòlids.

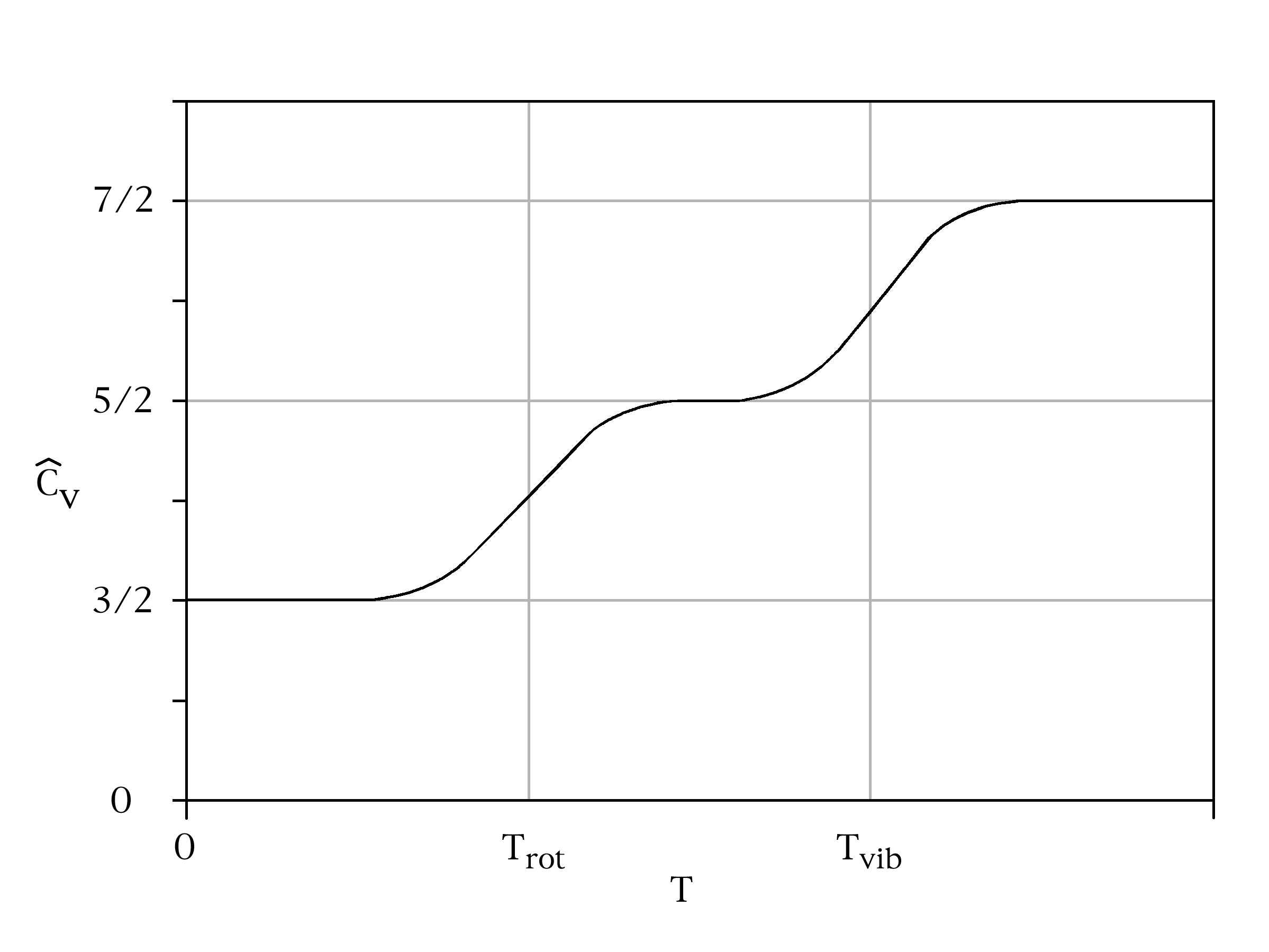
Figura 4. Diagrama esquemàtic del calor específica molar d'un gas diatòmic en funció de la temperatura. Coincideix amb el valor (7/2) R predit per l'equipartició a altes temperatures (on N és la constant del gas), però disminueix a (5/2) R i després a (3/2) R a baixes temperatures, en la mesura que les maneres de moviment de vibració i rotació es "congelen". La falla en el teorema d'equipartició va conduir a una paradoxa que només va poder ser resolta mitjançant la mecànica quàntica. Per a la majoria de les molècules, la temperatura de transició T _{ rot } és molt menor que la temperatura ambient, mentre que T _{ vib } pot ser unes deu vegades més gran o més. Un exemple és el monòxid de carboni, CO, per al qual T _{ rot }{2/8 K i T _{ vib }{3.103 K. Per a molècules amb forces d'unió entre àtoms molt dèbils o molt fortes, T _{ vib } pot ser propera a la temperatura ambient (aproximadament 300 K), per exemple, T _{ vib }{308 K per al gas de iode, I _{ 2 }.

La història del teorema d'equipartició està entrellaçada amb la de la capacitat calorífica molar, totes dues van ser estudiades durant el segle xix. El 1819, els francesos Pierre Louis Dulong i Alexis Thérèse Petit van descobrir que els calors específics molars dels sòlids a temperatura ambient eren gairebé idèntics, uns 6 cal/(mol * K). Aquesta llei va ser utilitzada per molts anys com la tècnica per mesurar massa atòmica. No obstant això, estudis posteriors per James Dewar i Heinrich Friedrich Weber mostrar que la llei de Dulong-Petit només és vàlida a altes temperatura s; a baixes temperatures, o per sòlids excepcionalment durs com el diamant, la calor específica era menor.
Mesures experimentals de la calor específica dels gasos també va despertar dubtes respecte a la validesa del teorema d'equipartició. El teorema prediu que la capacitat calorífica molar de gasos monoatòmics simples hauria de ser d'uns 3 cal/(mol * K), mentre que el de gasos diatòmics hauria de ser d'uns 7 cal/(mol * K).
Aquesta predicció va ser confirmada mitjançant experiments, encara que es va trobar que les capacitats calorífiques molars de gasos diatòmics tenen valors propers a 5 cal/(mol·K), que baixa a uns 3 cal/(mola·K) a molt baixes temperatures. Maxwell va observar el 1875 que la discrepància entre els experiments i el teorema d'equipartició era Aín pitjor que el que suggereixen aquests valors; ja que els àtoms estan formats per partícules, seria d'esperar que l'energia calòrica contribueix també a augmentar el moviment d'aquestes parts internes, fent que els calors específics predits per a gasos monoatòmics i diatòmics fossin més grans que 3 cal/(mol * K) i 7 cal/(mol * K), respectivament.
Un tercer discrepància és el valor de la calor específica dels metalls. D'acord amb el model clàssic de Drude, els electrons metàl·lics es comporten de forma semblant a un gas gairebé ideal i, per tant, haurien de contribuir amb (3/2)  N  i  k  B   a la capacitat calorífica segons el teorema d'equipartició, on  N  i   és el nombre d'electrons. No obstant això s'ha comprovat experimentalment que els electrons contribueixen en molt poca mesura a la capacitat calorífica: les capacitats calorífiques de molts materials conductors i aïllants són pràcticament iguals.
Es van proposar diverses explicacions per a la falla del teorema d'equipartició a reproduir les capacitats calorífiques molars. Boltzmann defensava el seu teorema d'equipartició, ja que considerava la seva deducció era correcta, però era de l'opinió que potser els gasos no es trobaven en equilibri tèrmic a causa de la seva interacció amb el Aether. Lord Kelvin En canvi pensava que la deducció del teorema d'equipartició havia de contenir un error, ja que no estava d'acord amb l'observat en els experiments, encara que no era capaç de mostrar quina era la causa de l'. Lord Rayleigh en canvi va llançar la idea que el teorema d'equipartició i la suposició sobre equilibri tèrmic eren tots dos correctes, per a resoldre el problema, el va postular la necessitat de comptar amb un principi nou que proveís una "sortida a la simplicitat destructiva" del teorema d'equipartició. Albert Einstein va trobar aquesta solució, al mostrar el 1907 que aquestes anomalies en la calor específic es devien a efectes quàntics, específicament la quantització de l'energia en les formes elàstics del sòlid. Einstein va utilitzar la falla del teorema d'equipartició per advocar per la necessitat de comptar amb una nova teoria quàntica de la matèria. L'mesures experimentals realitzades per Nernst el 1910 sobre calors específics a baixes temperatura van servir de suport a la teoria d'Einstein, el qual va conduir a l'acceptació àmplia de la teoria quàntica entre els físics.

## Formulació general del teorema d'equipartició
La forma més general del teorema d'equipartició estableix que sota suposicions adequades (vegeu Aquí subsegüents), un sistema físic amb una funció d'energia hamiltoniana  V  i graus de llibertat  x  n  , satisfà la següent fórmula d'equipartició en equilibri tèrmic per a tots els índexs  m  i  n :
{\displaystyle \!{\Bigl \langle }x_{m}{\frac {\partial H}{\partial x_{n}}}{\Bigr \rangle }=\delta _{mn}k_{B}T.}
On  d  mn   és la delta de Kronecker, que pren el valor d'un si  m  =  n  i és zero en tots els altres casos. Els parèntesis {\displaystyle \left\langle \ldots \right\rangle } es poden referir tant a una mitjana en un període prolongat de temps d'un sistema, o més comunament a la mitjana a l'espai de fase del ensemble average. Les suposicions de ergòdica que estan implícites en el teorema impliquen que aquests dos tipus de mitjana coincideixen i, per tant, tots dos han estat utilitzats per calcular les energies internes de sistemes físics complexos.
El teorema d'equipartició val tant per al microcanonical ensemble, quan l'energia total del sistema és constant, com també per al canonical ensemble, quan el sistema està acoblat a un bany tèrmic amb el qual intercanvia energia. L'expressió per a la fórmula general és presentada en seccions posteriors d'aquest article.
La fórmula general és equivalent a les següents expressions:
1. {\displaystyle {\Bigl \langle }x_{n}{\frac {\partial H}{\partial x_{n}}}{\Bigr \rangle }=k_{B}T} per a tot  n .
2. {\displaystyle {\Bigl \langle }x_{m}{\frac {\partial H}{\partial x_{n}}}{\Bigr \rangle }=0} per a tot  m ?  n .

Si un grau i llibertat  x  n   apareix només com un terme quadràtic  a  n  x  n   2   al hamiltonià  V , llavors la primera fórmula implica que:
{\displaystyle k_{B}T={\Bigl \langle }x_{n}{\frac {\partial H}{\partial x_{n}}}{\Bigr \rangle }=2\langle a_{n}x_{n}^{2}\rangle ,}
que és el doble de la contribució que aquest grau de llibertat aporta a l'energia mitjana {\displaystyle \langle H\rangle }. Per tant, el teorema d'equipartició per a sistemes amb energies quadràtiques és fàcilment deduïble a partir de la fórmula general. Un argument semblant s'aplica a les energies de la manera  a  n  x  n   s  , on el 2 és reemplaçat per  s .
Els graus de llibertat xn són coordenades en el espai de fase del sistema i per tant, les divideix en general en coordenades de posició generalitzada  q  k   i coordenades de moment generalitzades  p  k  , on  p  k   és el moment conjugat to  q  k  . En aquest cas, la fórmula 1 significa que per a tot  k ,
{\displaystyle {\Bigl \langle }p_{k}{\frac {\partial H}{\partial p_{k}}}{\Bigr \rangle }={\Bigl \langle }Q_{k}{\frac {\partial H}{\partial Q_{k}}}{\Bigr \rangle }=k_{B}T.}
Utilitzant les equacions de la mecànica hamiltoniana, resulten les següents fórmules:
{\displaystyle {\Bigl \langle }p_{k}{\frac {dq_{k}}{dt}}{\Bigr \rangle }=-{\Bigl \langle }Q_{k}{\frac {dp_{k}}{dt}}{\Bigr \rangle }=k_{B}T.}
La fórmula 2 estableix que les mitjanes:
{\displaystyle {\Bigl \langle }Q_{j}{\frac {\partial H}{\partial Q_{k}}}{\Bigr \rangle },\quad {\Bigl \langle }Q_{j}{\frac {\partial H}{\partial p_{k}}}{\Bigr \rangle },\quad {\Bigl \langle }p_{j}{\frac {\partial H}{\partial p_{k}}}{\Bigr \rangle },\quad {\Bigl \langle }p_{j}{\frac {\partial H}{\partial Q_{k}}}{\Bigr \rangle },\quad {\Bigl \langle }Q_{k}{\frac {\partial H}{\partial p_{k}}}{\Bigr \rangle },} and {\displaystyle {\Bigl \langle }p_{k}{\frac {\partial H}{\partial Q_{k}}}{\Bigr \rangle }}
són tots zero per  j? k .

### Relació amb el teorema de virial
El teorema d'equipartició és una extensió del teorema de virial (proposat el 1870), que estableix que:
{\displaystyle {\Bigl \langle }\sum _{k}Q_{k}{\frac {\partial H}{\partial Q_{k}}}{\Bigr \rangle }={\Bigl \langle }\sum _{k}p_{k}{\frac {\partial H}{\partial p_{k}}}{\Bigr \rangle }={\Bigl \langle }\sum _{k}p_{k}{\frac {dq_{k}}{dt}}{\Bigr \rangle }=-{\Bigl \langle }\sum _{k}Q_{k}{\frac {dp_{k}}{dt}}{\Bigr \rangle },}
on  t  és el temps. Dues diferències importants són que el teorema del virial relaciona a) entre si mitjanes  sumats  en lloc de mitjanes  individuals , ib) no els associa amb la temperatura  T . Una altra diferència és que en les derivacions tradicionals del teorema de virial s'utilitzen mitjanes en el temps, mentre que aquelles que es basen en el teorema d'equipartició usen mitjanes sobre l'espai de fase.

## Aplicacions

### Llei dels gasos ideals
Els gasos ideals donen un exemple important d'aplicació del teorema d'equipartició. La fórmula en aquest cas resulta ser:
{\displaystyle {\begin{aligned}\langle H^{\mathrm {kin} }\rangle &={\frac {1}{2m}}\langle p_{x}^{2}+p_{y}^{2}+p_{z}^{2}\rangle \\&={\frac {1}{2}}{\biggl (}{\Bigl \langle }p_{x}{\frac {\partial H^{\mathrm {kin} }}{\partial p_{x}}}{\Bigr \rangle }+{\Bigl \langle }p_{y}{\frac {\partial H^{\mathrm {kin} }}{\partial p_{y}}}{\Bigr \rangle }+{\Bigl \langle }p_{z}{\frac {\partial H^{\mathrm {kin} }}{\partial p_{z}}}{\Bigr \rangle }{\biggr )}={\frac {3}{2}}k_{B}T\end{aligned}}}
per a l'energia cinètica mitjana d'una partícula, el teorema d'equipartició pot ser utilitzat per obtenir la llei de gasos ideals de la mecànica clàssica. Si  q  = ( q  x  ,  q  i  ,  q  z  ) i  p  = ( p  x  ,  p  i  ,  p  z  ) són els vectors de posició i de moment (quantitat de moviment) d'una partícula del gas, i
 F  és la força neta sobre la partícula, aleshores:
{\displaystyle {\begin{aligned}\langle \mathbf {q} \cdot \mathbf {F} \rangle &={\Bigl \langle }Q_{x}{\frac {dp_{x}}{dt}}{\Bigr \rangle }+{\Bigl \langle }Q_{y}{\frac {dp_{y}}{dt}}{\Bigr \rangle }+{\Bigl \langle }Q_{z}{\frac {dp_{z}}{dt}}{\Bigr \rangle }\\&=-{\Bigl \langle }Q_{x}{\frac {\partial H}{\partial q_{x}}}{\Bigr \rangle }--{\Bigl \langle }Q_{y}{\frac {\partial H}{\partial q_{y}}}{\Bigr \rangle }--{\Bigl \langle }Q_{z}{\frac {\partial H}{\partial q_{z}}}{\Bigr \rangle }=-3k_{B}T,\end{aligned}}}
on la primera igualtat és la segona llei de Newton, i la segona línia utilitza les equacions de Hamilton i la fórmula d'equipartició. Sumant sobre el sistema de  L  partícules, s'obté:
{\displaystyle 3Nk_{B}T=-{\biggl \langle }\sum _{k=1}^{N}\mathbf {q} _{k}\cdot \mathbf {F} _{k}{\biggr \rangle }.}

Figura 5. L'energia cinètica d'una molècula específica pot fluctuar en forma àmplia, però el teorema d'equipartició permet calcular la seva energia mitjana considerant la temperatura a la qual es troba. El teorema d'equipartició també permet deduir la llei de gasos ideals, una equació que relaciona la pressió, volum i temperatura del gas. (En aquest diagrama cinc molècules han estat pintades de vermell per permetre seguir el seu moviment, però aquest color no té cap altre significat.)

Per la tercera llei de Newton i la hipòtesi de gas ideal, la força neta sobre el sistema és la força exercida per les parets del contenidor, i aquesta força està donada per la pressió  P  del gas. Per tant:
{\displaystyle -{\biggl \langle }\sum _{k=1}^{N}\mathbf {q} _{k}\cdot \mathbf {F} _{k}{\biggr \rangle }=P\oint _{\mathrm {superficie} }\mathbf {q} \cdot \mathbf {dS} ,}
on  dS  és l'element infinitesimal d'àrea sobre les parets del contenidor. Atès que la divergència del vector posició  q  és:
{\displaystyle {\boldsymbol {\nabla }}\cdot \mathbf {q} ={\frac {\partial Q_{x}}{\partial Q_{x}}}+{\frac {\partial Q_{y}}{\partial Q_{y}}}+{\frac {\partial Q_{z}}{\partial Q_{z}}}=3,}
Aplicant el teorema de la divergència resulta que:
{\displaystyle P\oint _{\mathrm {superficie} }\mathbf {q} \cdot \mathbf {dS} =P\int _{\mathrm {volum} }\left({\boldsymbol {\nabla }}\cdot \mathbf {q} \right)dV=3PV,}
on  dV  és un volum infinitesimal dins del contenidor i  V  és el volum total del contenidor.
Agrupant aquestes igualtats, s'obté:
{\displaystyle 3Nk_{B}T=-{\biggl \langle }\sum _{k=1}^{N}\mathbf {q} _{k}\cdot \mathbf {F} _{k}{\biggr \rangle }=3PV,}
la qual cosa immediatament implica la llei de gasos ideals per  N  partícules:
{\displaystyle PV=Nk_{B}T=nRT,\,}
on  n = N/N  A   és el nombre de mol de gas i  N = N  A  k  B   és la constant del gas.

### Gasos diatòmics
Un gas diatòmic pot ser representat com dues masses,  m  1   i  m  2  , unides per un ressort amb rigidesa  a , el que s'anomena la  aproximació de l'oscil·lador harmònic de rotor rígid . L'energia clàssica d'aquest sistema és:
{\displaystyle H={\frac {\left|\mathbf {p} _{1}\right|^{2}}{2m_{1}}}+{\frac {\left|\mathbf {p} _{2}\right|^{2}}{2m_{2}}}+{\frac {1}{2}}aq^{2},}
on  p   1  i  p   2  són els moments dels dos àtoms, i  q  és la desviació respecte al seu valor d'equilibri de la distància de separació inter-atòmica. Cada grau de llibertat de l'energia és quadràtic i, per tant ha de contribuir amb ½  k  B  T  a l'energia total mitjana, i ½  k  B   a la capacitat calòrica. Per tant, el model prediu que la capacitat calòrica d'un gas amb  L  molècules diatòmiques és  7N  · ½  k  B  : cada un dels moments  p    1   i  p    2   contribueixen amb tres graus de llibertat, i l'extensió  q  contribueix amb el setè. D'on es dedueix que la capacitat calorífica d'un mol de molècules diatòmiques sense altres graus addicionals de llibertat hauria de ser (7/2)  N  A  k  B   = (7/2)  R  i, per tant la capacitat calòrica predita ha de ser aproximadament 7 cal/(mol·K). No obstant això, els valors mesurats en laboratori de les capacitats calorífiques de gasos diatòmics són típicament uns 5 cal/(mol * K) i baixen a 3 cal/(mol * K) a molt baixes temperatures. Aquesta falta d'acord entre la predicció del teorema d'equipartició i el valor experimental de la capacitat calòrica molar no pot ser explicat utilitzant un model més complex de la molècula, ja que afegir més graus de llibertat col pot  augmentar  la calor específica predit, mai reduir-lo. Aquesta discrepància va ser evidència fonamental per demostrar la necessitat de desenvolupar una teoria quàntica de la matèria.

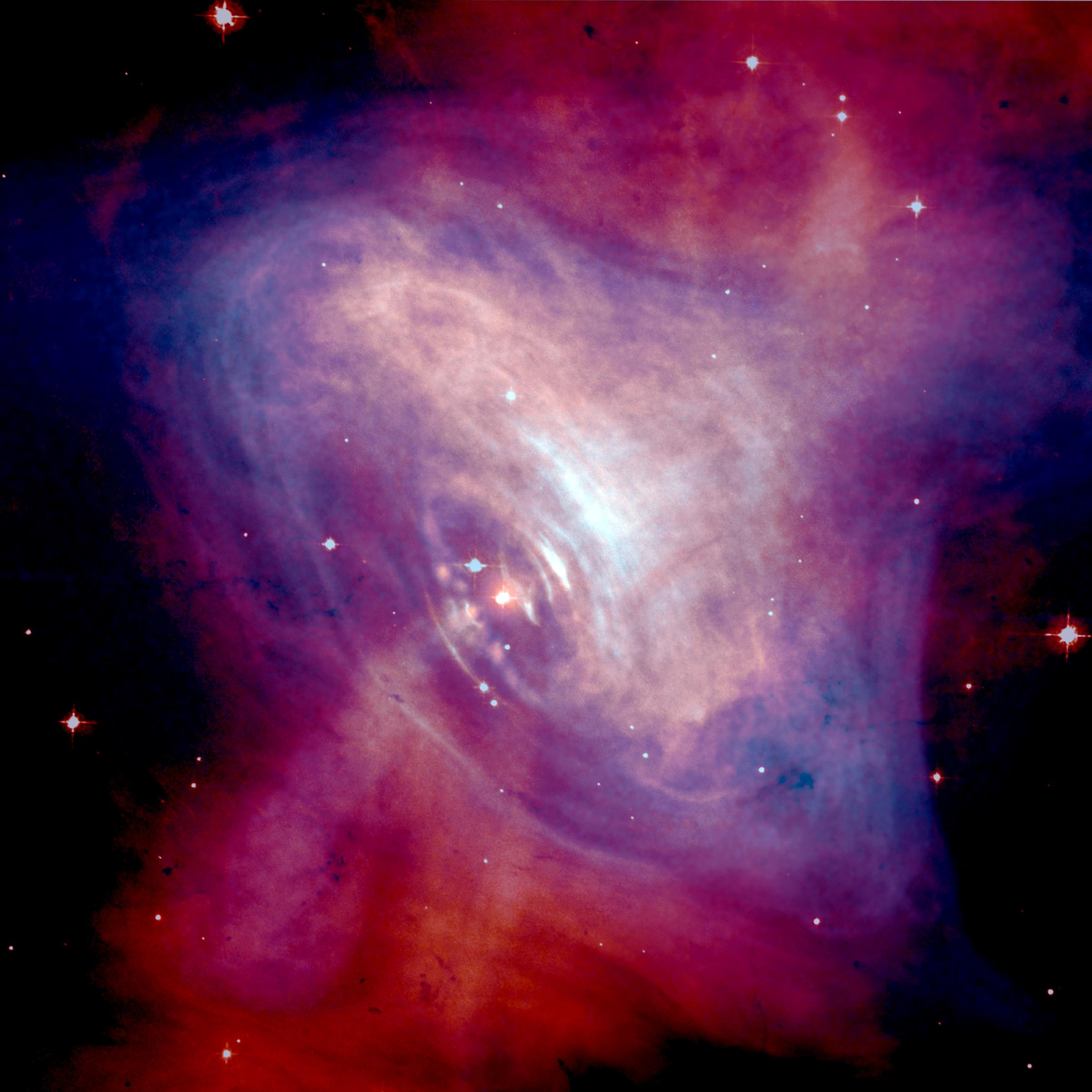
Figura 6. Imatge de la Nebulosa del Cranc, combinació de les imatges de raigs X i òptiques. Al centre de la nebulosa s'ubica una estrella de neutrons que trencada ràpidament i que posseeix una massa que és una vegada i mitja la massa del Sol però amb un diàmetre de només 25 km (aproximadament la mida de Madrid). El teorema d'equipartició permet predir les propietats d'aquest tipus d'estrelles de neutrons.

### Gasos ideals extremadament relativistes
L'equipartició va ser utilitzada per trobar la llei dels gasos ideals clàssica a partir de conceptes de mecànica newtoniana. No obstant això, els efectes relativistes es tornen més dominants en aquests sistemes, com ser les nanes blanques i estrelles de neutrons, i les equacions dels gasos ideals han de ser modificades. El teorema d'equipartició ofereix una forma útil per derivar les lleis per al cas d'un gas ideal extremadament relativista. En aquests casos, l'energia cinètica d'una partícula aquesta donada per la fórmula:
{\displaystyle H^{\mathrm {kin} }\approx cp=c{\sqrt {p_{x}^{2}+p_{y}^{2}+p_{z}^{2}}}.}
Realitzant la derivada de  V  pel que fa a la component  p  x   del moment s'obté la fórmula:
{\displaystyle p_{x}{\frac {\partial H^{\mathrm {kin} }}{\partial p_{x}}}=c{\frac {p_{x}^{2}}{\sqrt {p_{x}^{2}+p_{y}^{2}+p_{z}^{2}}}}}
i en forma similar per als components  p  i   i  p  z  . Sumant els tres components és:
{\displaystyle {\begin{aligned}\langle H^{\mathrm {kin} }\rangle &={\Biggl \langle }c{\frac {p_{x}^{2}+p_{y}^{2}+p_{z}^{2}}{\sqrt {p_{x}^{2}+p_{y}^{2}+p_{z}^{2}}}}{\biggr \rangle }\\&={\Bigl \langle }p_{x}{\frac {\partial H^{\mathrm {kin} }}{\partial p_{x}}}{\Bigr \rangle }+{\Bigl \langle }p_{y}{\frac {\partial H^{\mathrm {kin} }}{\partial p_{y}}}{\Bigr \rangle }+{\Bigl \langle }p_{z}{\frac {\partial H^{\mathrm {kin} }}{\partial p_{z}}}{\Bigr \rangle }\\&=3k_{B}T\end{aligned}}}
on la darrera igualtat sorgeix de l'aplicació de la fórmula d'equipartició. Per tant, l'energia total mitjana d'un gas extremadament relativista és el doble del d'un cas no relativista: per  L  partícules és  3 N k  B  T .

### Gasos no ideals
En un gas ideal se suposa que les partícules interaccionen sols mitjançant xocs. El teorema d'equipartició pot ser utilitzat per obtenir l'energia i pressió de «gasos no ideals" en els quals les partícules també interaccionen entre si mitjançant forces conservatives el potencial  U  ( r ) depèn només de la distància  r  entre les partícules. Aquest escenari pot ser descrit analitzant primer el cas d'una sola partícula de gas, i aproximant la resta del gas per una distribució simètrica esfèrica. Introduint el concepte d'una funció de distribució radial  g (r)  tal que la densitat de probabilitat de trobar una altra partícula a una distància  r  de la partícula sigui 4p  r  2 ? g (r) , on ? = N/V  és la densitat mitjana del gas. D'on es dedueix que l'energia potencial mitjana associada a la interacció de la partícula que s'estudia amb la resta del gas és:
{\displaystyle \langle h^{\mathrm {pot} }\rangle =\int _{0}^{\infty }4\pi r^{2}\rho U(r)g(r)\,dr.}
L'energia potencial total mitjana d'un gas és per tant {\displaystyle \langle H^{pot}\rangle ={\tfrac {1}{2}}N\langle h^{\mathrm {pot} }\rangle }, on  N  és el nombre de partícules en el gas, i el factor ½ corregeix el fet que com que la sumatòria es realitza sobre totes les partícules es compta cada interacció dues vegades.
Sumant les energies cinètica i potencial, i després aplicant equipartició, s'obté la  equació de l'energia :
{\displaystyle H=\langle H^{\mathrm {kin} }\rangle +\langle H^{\mathrm {pot} }\rangle ={\frac {3}{2}}Nk_{B}T+2\pi N\rho \int _{0}^{\infty }r^{2}U(r)g(r)\,dr.}
Es pot utilitzar un argument similar, per obtenir la  equació de la pressió 
{\displaystyle 3Nk_{B}T=3PV+2\pi N\rho \int _{0}^{\infty }r^{3}U'(r)g(r)\,dr.}

### Oscil no harmònics
Un oscil·lador no harmònic (a diferència d'un oscil·lador harmònic simple) és aquell en què l'energia potencial no és quadràtica amb la posició  q  (la posició generalitzada que mesura la desviació del sistema respecte a l'equilibri). Aquest tipus d'oscil·ladors presenten un punt de vista complementari sobre el teorema d'equipartició. Les funcions d'energia potencial del tipus indicat a continuació permeten obtenir alguns exemples simples:
{\displaystyle H^{\mathrm {pot} }=Cq^{s},\,}
on  C  i  s  són constants reals arbitràries. En aquests casos, la llei d'equipartició prediu que:
{\displaystyle k_{B}T={\Bigl \langle }q{\frac {\partial H^{\mathrm {pot} }}{\partial q}}{\Bigr \rangle }=\langle q\cdot sCq^{s-1}\rangle =\langle sCq^{s}\rangle =s\langle H^{\mathrm {pot} }\rangle .}
Per tant, l'energia potencial mitjana és  k  B  T/s , no  k  B  T/2  com en el cas de l'oscil·lador harmònic quadràtic (on  s  = 2).
En forma general, una funció d'energia típica d'un sistema unidimensional té una expansió de Taylor en la variable  q :
{\displaystyle H^{\mathrm {pot} }=\sum _{n=2}^{\infty }C_{n}q^{n}}
per a valors no negatius de enters  n . No hi ha terme  n  = 1, perquè en el punt d'equilibri, no hi ha força neta i llavors la primera derivada de l'energia és zero. No cal incloure el terme  n  = 0, donat que l'energia en la posició d'equilibri pot ser definida com a zero. En aquest cas, la llei d'equipartició prediu que:
{\displaystyle k_{B}T={\Bigl \langle }q{\frac {\partial H^{\mathrm {pot} }}{\partial q}}{\Bigr \rangle }=\sum _{n=2}^{\infty }\langle q\cdot nC_{n}q^{n-1}\rangle =\sum _{n=2}^{\infty }nC_{n}\langle q^{n}\rangle .}
En contraposició amb els altres exemples mostrats aquí, la fórmula d'equipartició:
{\displaystyle \langle H^{\mathrm {pot} }\rangle ={\frac {1}{2}}k_{B}T--\sum _{n=3}^{\infty }\left({\frac {n-2}{2}}\right)C_{n}\langle q^{n}\rangle }
 no  permet escriure l'energia potencial mitjana en funció de constants conegudes.

### Moviment brownià

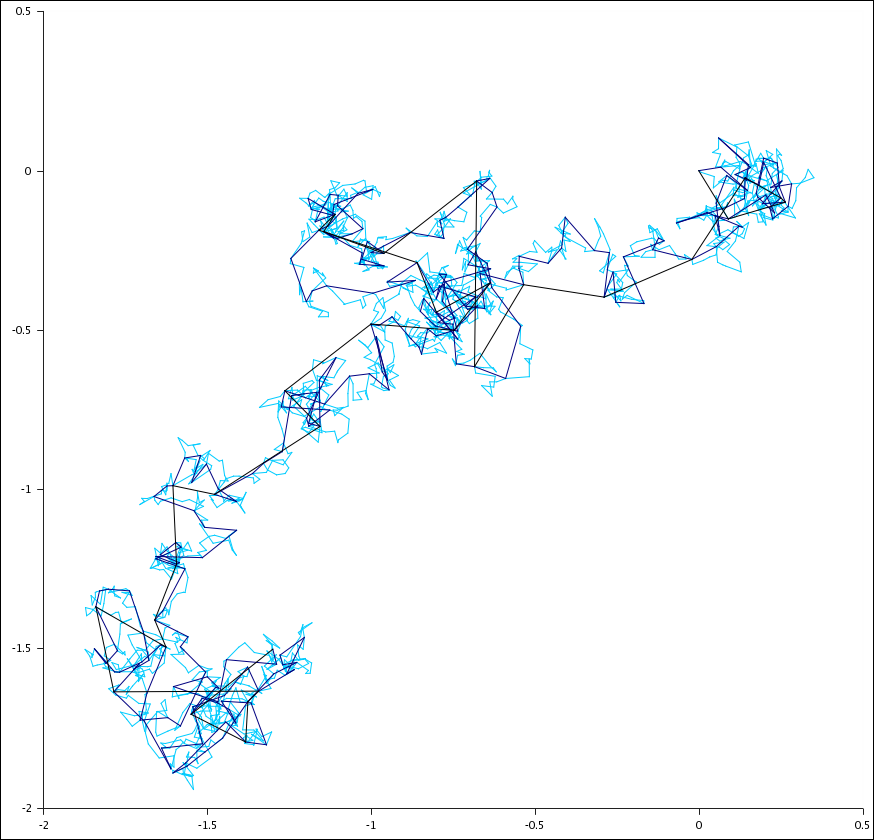
Figura 7. Típic moviment brownià d'una partícula en dues dimensions.

El teorema d'equipartició pot ser utilitzat per obtenir el moviment brownià d'una partícula a partir de l'equació de Langevin. d'acord amb aquesta equació, el moviment d'una partícula de massa  m  amb velocitat  v  està governat per la segona llei de Newton:
{\displaystyle {\frac {d\mathbf {v} }{dt}}={\frac {1}{m}}\mathbf {F} =-{\frac {\mathbf {v} }{\tau }}+{\frac {1}{m}}\mathbf {F} ^{\mathrm {aleatoria} },}
on  F   aleatòria  és una força aleatòria que representa els xocs aleatoris entre la partícula i les molècules que l'envolten, i on la constant de temps t està associada a la força d'arrossegament que s'oposa al moviment de la partícula a través de la solució. La força d'arrossegament és escrita en general com:  F   drag  = -?  V , per tant, la constant de temps t és  m /?.
Realitzant el producte escalar d'aquesta equació amb el vector posició  r , i promitjant posteriorment, és l'equació:
{\displaystyle {\Bigl \langle }\mathbf {r} \cdot {\frac {d\mathbf {v} }{dt}}{\Bigr \rangle }+{\frac {1}{\tau }}\langle \mathbf {r} \cdot \mathbf {v} \rangle =0}
per al moviment brownià (donat que la força aleatòria  F   RND  no està correlacionada amb la posició  r ). Utilitzant identitats matemàtiques és:
{\displaystyle {\frac {d}{dt}}\left(\mathbf {r} \cdot \mathbf {r} \right)={\frac {d}{dt}}\left(r^{2}\right)=2\left(\mathbf {r} \cdot \mathbf {v} \right)}
i
{\displaystyle {\frac {d}{dt}}\left(\mathbf {r} \cdot \mathbf {v} \right)=v^{2}+{\vec {r}}\cdot {\frac {d\mathbf {v} }{dt}},}
l'equació bàsica del moviment brownià es pot transformar en:
{\displaystyle {\frac {d^{2}}{dt^{2}}}\langle r^{2}\rangle +{\frac {1}{\tau }}{\frac {d}{dt}}\langle r^{2}\rangle =2\langle v^{2}\rangle ={\frac {6}{m}}k_{B}T,}
on la darrera igualtat del teorema d'equipartició per a l'energia cinètica de translació és:
{\displaystyle \langle H^{\mathrm {kin} }\rangle ={\Bigl \langle }{\frac {p^{2}}{2m}}{\Bigr \rangle }=\langle {\tfrac {1}{2}}mv^{2}\rangle ={\tfrac {3}{2}}k_{B}T.}
Aquesta equació diferencial per {\displaystyle \langle r^{2}\rangle } (amb apropiades condicions inicials) té una solució exacta:
{\displaystyle \langle r^{2}\rangle ={\frac {6k_{B}T\tau ^{2}}{m}}\left(e^{-t/\tau }-1+{\frac {t}{\tau }}\right).}
En escales de temps relativament curtes, amb  t <<t , la partícula es comporta com una partícula amb moviment lliure: un desenvolupament en sèrie de Taylor de la funció exponencial, la distància al quadrat creix aproximadament en forma  quadràtica :
{\displaystyle \langle r^{2}\rangle \approx {\frac {3k_{B}T}{m}}t^{2}=\langle v^{2}\rangle t^{2}.}
No obstant això, en escales de temps llargues, amb  t>> t , els termes exponencials i constant són menyspreables, i la distància quadràtica creix només de manera  lineal :
{\displaystyle \langle r^{2}\rangle \approx {\frac {6k_{B}T\tau }{m}}t=6\gamma k_{B}Tt.}
Això descriu la difusió d'una partícula al llarg del temps. Una equació anàloga per a la difusió rotacional d'una molècula rígida pot obtenir de manera similar.

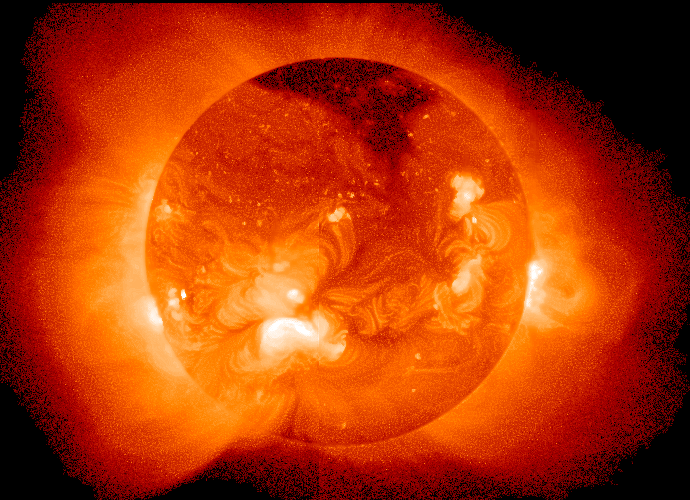
Figura 8. L'equipartició permet calcular una estimació raonable de la temperatura del nucli del Sol

### Física estel·lar
El teorema d'equipartició i el teorema de virial han estat molt utilitzats com a eines de la astrofísica. Per exemple, el teorema de virial pot ser utilitzat per estimar la temperatura d'una estrella o el límit de Chandrasekhar en relació amb la massa de les estrelles nanes blanques.
La temperatura mitjana d'una estrella pot ser estimada utilitzant el teorema d'equipartició. Atès que moltes estrelles tenen simetria esfèrica, l'energia potencial gravitatòria total es pot obtenir mitjançant integració:
{\displaystyle H_{\mathrm {tot} }^{\mathrm {grav} }=-\int _{0}^{R}{\frac {4\pi r^{2}G}{r}}M(r)\,\rho (r)\,dr,}
on  M (r)  és la massa continguda dins del radi  r  i ? (r)  és la densitat estel·lar en el radi  r ;  G  representa la constant de la gravitació universal i  N  el radi total de l'estrella. Si es suposa que l'estrella posseeix una densitat constant en tot punt, la integració d'aquesta expressió dona la fórmula:
{\displaystyle H_{\mathrm {tot} }^{\mathrm {grav} }=-{\frac {3GM^{2}}{5R}},}
on  M  és la massa total de l'estrella. Per tant, l'energia potencial mitjana d'una partícula unitària és:
{\displaystyle \langle H^{\mathrm {grav} }\rangle ={\frac {H_{\mathrm {tot} }^{\mathrm {grav} }}{N}}=-{\frac {3GM^{2}}{5RN}},}
on  L  és el nombre de partícules en l'estrella. Atès que la majoria de les estrella s estan compostes d'hidrogen ionitzat,  N  és aproximadament  (M/m  p ) , on  m  p   és la massa d'un protó. Aplicant el teorema d'equipartició és possible estimar la temperatura de l'estrella:
{\displaystyle {\Bigl \langle }r{\frac {\partial H^{\mathrm {grav} }}{\partial r}}{\Bigr \rangle }=\langle -H^{\mathrm {grav} }\rangle =k_{B}T={\frac {3GM^{2}}{5RN}}.}
Substituint la massa i el radi del Sol s'obté una estimació de la temperatura solar de  T  = 14 milions kèlvins, molt propera a la temperatura del nucli que és 15 milions de kèlvins. No obstant, el Sol és molt més complex que el que se suposa en aquest model - tant la seva temperatura com la seva densitat varien fortament amb el radi - i el petit error relatiu de{7% és en part casualitat.

### Formació d'una estrella
Les mateixes fórmules poden ser aplicades per calcular les condicions per a la formació d'estrelles en un núvol molecular gegant. Una fluctuació local a la densitat de tal núvol pot conduir a una condició inestable en la qual el núvol col·lapse sobre si mateix per efecte de la seva pròpia gravetat. Tal col·lapse passa quan el teorema d'equipartició - o, en forma equivalent, el teorema de virial - deixen de ser vàlids quan l'energia potencial gravitatòria és més del doble de l'energia cinètica:
{\displaystyle {\frac {3GM^{2}}{5R}}>3Nk_{B}T}
Suposant una densitat constant? en el núvol:
{\displaystyle M={\frac {4}{3}}\pi R^{3}\rho }
resulta en la mínima massa per la contracció estel·lar, la massa de Jeans  M  J  :
{\displaystyle M_{J}^{2}=\left({\frac {5k_{B}T}{Gm_{p}}}\right)^{3}\left({\frac {3}{4\pi \rho }}\right)}
Substituint amb els valors típicament observats en aquests núvols ( T  = 150 K,? = 2 × 10  -16  kg/m  3 ) s'obté que la massa mínima és d'unes 17 masses solars, la qual cosa és consistent amb la informació recollida mitjançant observació del procés de formació d'estrelles. Aquest efecte és conegut com la inestabilitat de Jeans, en honor del físic britànic James Hopwood Jeans qui va publicar aquesta troballa el 1902.

## Derivacions

### Energia cinètica i la distribució de Maxwell-Boltzmann
La formulació original del teorema d'equipartició estableix que, en tot sistema físic en equilibri tèrmic, cada partícula té exactament la mateixa energia cinètica mitjana,  (3/2) k  B  T . Això es pot mostrar utilitzant la distribució de Maxwell-Boltzmann (vegeu Figura 2), que és la distribució de probabilitat:
{\displaystyle f(v)=4\pi \left({\frac {m}{2\pi k_{B}T}}\right)^{3/2}\!\!v^{2}\exp {\Bigl (}{\frac {-mv^{2}}{2k_{B}T}}{\Bigr )}}
per a la velocitat d'una partícula de massa  m  en el sistema, on la velocitat  v  és la magnitud {\displaystyle {\sqrt {v_{x}^{2}+v_{y}^{2}+v_{z}^{2}}}} del vector velocitat {\displaystyle \mathbf {v} =(v_{x},v_{y},v_{z})}.
La distribució de Maxwell-Boltzmann s'aplica a tot sistema compost d'àtoms, i només suposa un col·lectiu canònic, específicament, que les energies cinètiques estan distribuïdes d'acord amb el factor de Boltzmann a una temperatura  T . L'energia cinètica mitjana d'una partícula de massa  m  està donada per la fórmula integral:
{\displaystyle \langle H^{\mathrm {kin} }\rangle =\langle {\tfrac {1}{2}}mv^{2}\rangle =\int _{0}^{\infty }{\tfrac {1}{2}}mv^{2}\ f(x)\ dv={\tfrac {3}{2}}k_{B}T,}
d'acord amb el que requereix el teorema d'equipartició.

### Energies quadràtiques i la funció de partició
En forma general, el teorema d'equipartició indica que qualsevol grau de llibertat  x  que participa en l'energia total  V  únicament com un terme quadràtic simple Ax², on A és una constant, té una energia mitjana ½ kB T  en equilibri tèrmic. En aquest cas el teorema d'equipartició pot obtenir a partir de la funció de partició  Z  ( ß ), on  ß  = 1/( k    B    T ) és la temperatura inversa canònica. Si s'integra sobre la variable  x  s'obté el factor:
{\displaystyle Z_{x}=\int _{-\infty }^{\infty }dx\ e^{-\beta Ax^{2}}={\sqrt {\frac {\pi }{\beta A}}},}
en la fórmula de  Z . L'energia mitjana associada amb aquest factor està donada per:
{\displaystyle \langle H_{x}\rangle =-{\frac {\partial \log Z_{x}}{\partial \beta }}={\frac {1}{2\beta }}={\frac {1}{2}}k_{B}T}
com estableix el teorema d'equipartició.

### Demostracions generals
La deducció del teorema d'equipartició es presenta en nombrosos llibres de mecànica estadística, tant per a la col·lectivitat microcanónica com per al col·lectiu canònic.
La deducció es basa en realitzar mitjanes sobre el espai de fase del sistema, que és una varietat simpléctica.
To explain these derivations, the following notation is introduced. En primer lloc, l'espai de fase és descrit mitjançant els seus coordenades de posició generalitzades  q    j   juntament amb els seus moments conjugats  p    j  . Les variables  q    j   descriuen completament la configuració del sistema, mentre que les variables ( q    j  ,  p    j  ) descriuen completament el seu estat físic.
En segon lloc, s'introdueix el concepte del volum infinitesimal de l'espai de fases:
{\displaystyle d\Gamma =\prod _{y}dq_{y}dp_{y}}
i l'utilitza per definir el volum G ( L ,?  L ) de la porció de l'espai de fase on l'energia  V  del sistema es troba entre els valors,  L  i  E+"E :
{\displaystyle \Gamma (E,\Delta E)=\int _{H\in \left[E,E+\Delta E\right]}d\Gamma .}
En aquesta expressió,  "E  és un diferencial molt petit, ? E <<E . En forma similar, es defineix S ( L ) com el volum total de l'espai de fase en el qual l'energia és menor que  L :
{\displaystyle \Sigma (E)={\frac {H<E}{d}}\Gamma .}
Com  "E  és molt petit, les següents integracions són equivalents:
{\displaystyle \int _{H\in \left[E,E+\Delta E\right]}\ldots d\Gamma =\Delta E{\frac {\partial }{\partial E}}\int _{H<E}\ldots d\Gamma ,}
D'això sorgeix que G és proporcional a "E:
{\displaystyle \Gamma =\Delta E\ {\frac {\partial \Sigma }{\partial E}}=\Delta E\ \rho (E),}
on ? (E)  és la densitat d'estats. Utilitzant les definicions usuals de mecànica estadística, la entropia  S  és  k  B   log  S (E) , i la temperatura  T  és:
{\displaystyle {\frac {1}{T}}={\frac {\partial S}{\partial E}}=k_{b}{\frac {\partial \log \Sigma }{\partial E}}=k_{b}{\frac {1}{\Sigma }}\,{\frac {\partial \Sigma }{\partial E}}.}

#### El col·lectiu canònic
Al col·lectiu canònic, el sistema es troba en equilibri tèrmic amb un bany tèrmic infinit a una temperatura  T  (en kèlvins). La probabilitat de cada estat en el espai de fase està donada per la seva factor de Boltzmann multiplicat per un factor de normalització {\displaystyle {\mathcal {N}}}, el qual es tria de manera que la suma de les probabilitats sigui un.
{\displaystyle {\mathcal {N}}\int e^{-\beta H(p,q)}d\Gamma =1,}
on  ß = 1/k  B  T . Una integració per parts per a una variable de l'espai de fase  x  k   (que pot ser  q  k   o  p  k  ) entre dos límits  a  i  b  resulta en l'expressió:
{\displaystyle {\mathcal {N}}\int \left[e^{-\beta H(p,q)}x_{k}\right]_{x_{k}=a}^{x_{k}=b}d\gamma _{k}+{\mathcal {N}}\int e^{-\beta H(p,q)}x_{k}\beta {\frac {\partial H}{\partial x_{k}}}d\Gamma =1,}
on  dG  k  = dG/dx  k  , o sigui la primera integració no es realitza sobre  x  k  . El primer terme és en general igual a zero, bé perquè  x  k   és zero en els límits o perquè l'energia tendeix a infinit en aquests límits. En aquest cas, el teorema d'equipartició per a la col·lectivitat canònica és per tant:
{\displaystyle {\mathcal {N}}\int e^{-\beta H(p,q)}x_{k}{\frac {\partial H}{\partial x_{k}}}\,d\Gamma ={\Bigl \langle }x_{k}{\frac {\partial H}{\partial x_{k}}}{\Bigr \rangle }={\frac {1}{\beta }}=k_{B}T.}
Aquí la mitjana representat per {\displaystyle \langle \ldots \rangle } és el mitjana del conjunt pres sobre la col·lectivitat canònic.

#### La col·lectivitat microcanónica
En el cas de la col·lectivitat microcanónica, el sistema està aïllat de la resta de l'univers, o si més no acoblat en forma molt feble amb ell. Per tant, la seva energia total és efectivament constant, o sigui es diu que l'energia total  V  està confinada entre  L  i  E+"E . Per a una donada energia  L  i diferencial  "E , hi ha una regió del espai de fase G dins la qual el sistema té aquesta energia, i on la probabilitat de cada estat en aquesta regió de l'espai de fase és igual, d'acord amb la definició del col·lectiu microcanónico. D'acord amb aquestes definicions, la mitjana d'equipartició de les variables de l'espai de fase  x  m   (que pot ser tant  q  k   o  p  k  ) i  x  n   és:
{\displaystyle {\begin{aligned}{\Bigl \langle }x_{m}{\frac {\partial H}{\partial x_{n}}}{\Bigr \rangle }&={\frac {1}{\Gamma }}\,{\frac {H\in \left[E,E+\Delta E\right]}{x}}_{m}{\frac {\partial H}{\partial x_{n}}}\,d\Gamma \\&={\frac {\Delta E}{\Gamma }}\,{\frac {\partial }{\partial E}}\int _{H<E}x_{m}{\frac {\partial H}{\partial x_{n}}}\,d\Gamma \\&={\frac {1}{\rho }}\,{\frac {\partial }{\partial E}}\int _{H<E}x_{m}{\frac {\partial \left(H-E\right)}{\partial x_{n}}}\,d\Gamma ,\end{aligned}}}
on la darrera igualtat ha estat possible perquè  L  és una constant que no depèn de  x  n  . Integrant per parts s'obté la relació:
{\displaystyle {\begin{aligned}\int _{H<E}x_{m}{\frac {\partial (H-E)}{\partial x_{n}}}\,d\Gamma &=\int _{H<E}{\frac {\partial }{\partial x_{n}}}{\Bigl (}x_{m}(H-E){\bigr )}\,d\Gamma --\int _{H<E}\delta _{mn}(H-E)d\Gamma \\&=\Delta _{mn}\int _{H<E}(E-H)\,d\Gamma ,\end{aligned}}}
atès que el primer terme del costat dret de la primera línia és zero (l'hi pot escriure com una integral de  V  -  N  sobre la hipersuperficies on  V  =  L ).
Substituint aquest resultat a l'equació prèvia s'obté:
{\displaystyle {\Bigl \langle }x_{m}{\frac {\partial H}{\partial x_{n}}}{\Bigr \rangle }=\delta _{mn}{\frac {1}{\rho }}\,{\frac {\partial }{\partial E}}\int _{H<E}\left(E-H\right)\,d\Gamma =\delta _{mn}{\frac {1}{\rho }}\,{\frac {H<E}{\,}}d\Gamma =\delta _{mn}{\frac {\Sigma }{\rho }}.}
Com {\displaystyle \rho ={\frac {\partial \Sigma }{\partial E}}} el teorema d'equipartició és:
{\displaystyle {\Bigl \langle }x_{m}{\frac {\partial H}{\partial x_{n}}}{\Bigr \rangle }=\delta _{mn}{\Bigl (}{\frac {1}{\Sigma }}{\frac {\partial \Sigma }{\partial E}}{\Bigr )}^{-1}=\delta _{mn}{\Bigl (}{\frac {\partial \log \Sigma }{\partial E}}{\Bigr )}^{-1}=\delta _{mn}k_{B}T.}
Per tant, s'ha obtingut la forma general del teorema d'equipartició
{\displaystyle \!{\Bigl \langle }x_{m}{\frac {\partial H}{\partial x_{n}}}{\Bigr \rangle }=\delta _{mn}k_{B}T,}
que va resultar tan útil en les aplicacions descrites prèviament.

## Limitacions

### Requeriments d'ergòdica
La llei d'equipartició se satisfà en sistemes ergòdics en equilibri tèrmic, la qual cosa implica que tots els estats amb la mateixa energia han de tenir una igual probabilitat de ser activats. Per tant, ha de ser possible intercanviar energia entre totes les formes existents en un sistema, o amb un bany tèrmic extern a la col·lectivitat canònica. El nombre de sistemes físics que s'ha demostrat en forma rigorosa que són ergòdics és petit, un exemple famós és el sistema d'esferes dures de Iàkov Sinai. S'han estudiat els requeriments dels sistemes aïllats que asseguren la ergòdica i, per tant, l'equipartició, aquests treballs han motivat el desenvolupament de la teoria del caos dels sistemes dinàmics. Un sistema hamiltonià caòtic no necessita ser ergòdic, tot i que en general és una bona suposició.
Un contra exemple moltes vegades citat en el qual l'energia  no  és compartida entre les seves diverses formes i en el qual l'equipartició no funciona en la col·lectivitat microcanònica és un sistema d'oscil·ladors harmònics acoblats. Si el sistema està aïllat de la resta del seu entorn, l'energia en cada mode normal és constant, l'energia no es transfereix entre els diferents maneres. Per tant, l'equipartició no se satisfà en aquest sistema, la quantitat d'energia en cada mode normal roman fix en el seu valor inicial. Si hi ha termes no lineals prou importants en la funció d'energia, llavors l'energia es transferirà entre els modes normals, donant lloc a ergòdica i fent que la llei d'equipartició sigui vàlida. Tanmateix, el teorema Kolmogórov-Arnold-Moser estableix que l'energia no serà intercanviada a menys que hi hagi pertorbacions no lineals prou potents, si aquestes són molt petites, l'energia romandrà atrapada en alguns dels modes.

### Falla degut a efectes quàntics

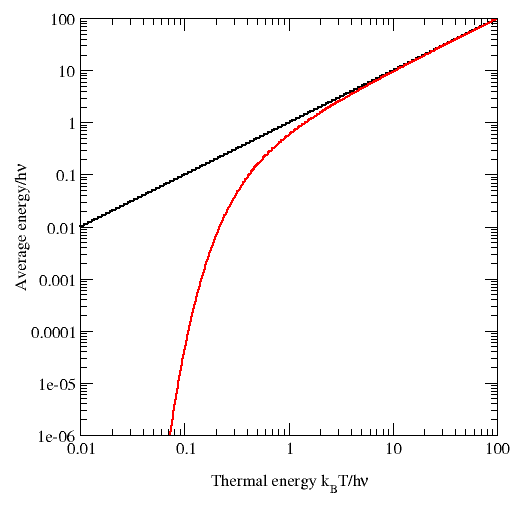
Figura 10. Diagrama de l'energia mitjana d'un oscil·lador harmònic quàntic (en color vermell) com a funció de la temperatura. A l'efecte de comparar, es mostra, en color negre, el valor obtingut mitjançant el teorema d'equipartició. A altes temperatures, els dos coincideixen quasi perfectament, però a baixes temperatures quan k _{ B } T <<Santa?, el valor del sistema mecànic quàntic disminueix molt més ràpidament. Això resol el problema de la catàstrofe ultraviolada: per a una donada temperatura, l'energia en les formes d'alta freqüència (on Santa?>> K _{ B } T) és pràcticament zero.

La llei d'equipartició no se satisfà quan l'energia tèrmica  k  B  T  és significativament menor que l'espaiat entre els nivells d'energia quàntica. L'equipartició no se satisfà perquè suposar que els nivells d'energia formen un continu no és una hipòtesi prou bona en aquestes circumstàncies, la qual cosa era requerit a la derivacions del teorema d'equipartició (vegeu supra). Històricament, les falles del teorema d'equipartició clàssic per explicar els calors específics i la radiació de cos negre van ser crítiques a mostrar la necessitat de comptar amb una nova teoria per a la matèria i la radiació, és a dir, la mecànica quàntica i la teoria quàntica de camps.
Com a exemple de la falla de l'equipartició analitzem l'energia mitjana d'un oscil·lador harmònic quàntic, que fos analitzat com l'analitzat prèviament per al cas clàssic. Els seus nivells d'energia quàntics són  N  n  = nh? , on  h  és la constant de Planck, ?  és la freqüència fonamental de l'oscil·lador, i  n  és un nombre enter. La probabilitat que un dau nivell d'energia estigui ocupat en la col·lectivitat canònica està donat per la seva factor de Boltzmann:
{\displaystyle P(E_{n})={\frac {e^{-n\beta h\nu }}{Z}},}
on  ß  = 1/ k    B    T  i el denominador  Z  és la funció de partició, en aquest cas una sèrie geomètrica
{\displaystyle Z=\sum _{n=0}^{\infty }e^{-n\beta h\nu }={\frac {1}{1-e^{-\beta h\nu }}}.}
La seva energia mitjana és:
{\displaystyle \langle H\rangle =\sum _{n=0}^{\infty }E_{n}P(E_{n})={\frac {1}{Z}}\sum _{n=0}^{\infty }nh\nu \ e^{-n\beta h\nu }=-{\frac {1}{Z}}{\frac {\partial Z}{\partial \beta }}=-{\frac {\partial \log Z}{\partial \beta }}.}
Substituint la fórmula per  Z  s'obté el resultat final
{\displaystyle \langle H\rangle =h\nu {\frac {e^{-\beta h\nu }}{1-e^{-\beta h\nu }}}.}
A altes temperatures, quan l'energia tèrmica  k  B  T  és molt més gran que l'espaiat  Santa?  entre nivells d'energia, l'argument exponencial  SSH?  és molt menor que un i l'energia mitjana és  k  B  T , la qual cosa està d'acord amb el teorema d'equipartició (figura 10). No obstant això, a baixes temperatures, quan  Santa? >>  k  B  T , l'energia mitjana cau a zero - els nivells d'energia d'altes freqüències estan "congelats" (Figura 10). Un altre exemple és el cas dels estats electrònics excitats d'un àtom d'hidrogen que no contribueixen a la seva calor específica en l'estat gasoses a temperatura ambient, perquè l'energia tèrmica  k  B  T  (aproximadament 0.025; eV) és molt menor que l'espaiat entre el nivell d'energia electrònic inferior i el proper nivell d'energia electrònic (aproximadament 10 eV).
Consideracions similars s'apliquen sempre que l'espaiat dels nivells d'energia és molt més gran que l'energia tèrmica. Per exemple, aquest raonament va ser utilitzat per Albert Einstein to resolve the catàstrofe ultraviolada de la radiació de cos negre. La paradoxa es produeix perquè hi ha un nombre infinit de maneres independents en un camp electromagnètic en una caixa tancada, cadascun dels quals pot ser analitzat com un oscil·lador harmònic. Si cada manera electromagnètic tingués una energia mitjana  k  B  T , llavors l'energia total continguda en la caixa seria infinita. No obstant això, per les raons exposades prèviament, l'energia mitjana en les formes d'altes-? tendeixen a zero al tendir? a infinit, més encara, la llei de Planck de radiació de cos negre, que descriu la distribució experimental de l'energia en els diferents maneres, satisfà el mateix raonament.
Altres efectes quàntics més subtils poden donar lloc a correccions a l'equipartició, such as identical particles i continuous symmetries. Els efectes de partícules idèntiques poden ser dominants a molt altes densitats i baixes temperatures. Per exemple, la valencia d'electrons En un metall pot tenir una energia cinètica mitjana d'uns pocs electronvolts, cosa que normalment correspondria a una temperatura de desenes de milers de kèlvins. En aquest estat, en què la densitat és prou elevada perquè el principi d'exclusió de Pauli invalidi el model clàssic, és anomenat un gas d'Fermió degenerat. Aquests gasos són importants per entendre les estructures de les nanes blanques i estrelles de neutrons. A baixes temperatures, es pot formar un anàleg fermiòniques de Bose-Einstein condensate (en el qual una gran quantitat de partícula idèntiques ocupen el nivell d'energia més baix), aquests electrons superfluid s són els responsables de la superconductivitat.